# Nefologia

Principais tipos de nuvens e suas formas típicas de acordo com a altitude (em francês)

Nefologia (do grego néphos, nuvem, e logos, estudo) é a ciência que estuda as nuvens. Tem por objetivo a classificação das nuvens quanto à aparência e à altitude. A classificação das nuvens é padronizada pelo Atlas Internacional das Nuvens (International Cloud Atlas), cuja primeira edição foi lançada em 1896 e é hoje regulada pela Organização Meteorológica Mundial. O meteorologista britânico Luke Howard foi um dos principais pesquisadores desse campo, estabelecendo um sistema de classificação de nuvens.
Embora esse ramo da meteorologia ainda exista hoje em dia, o termo nefologia ou nefologista é raramente usado. O termo estreou no final do século XIX e caiu do uso comum em meados do século XX. Recentemente, o interesse pela nefologia (se não o nome) aumentou à medida que muitos meteorologistas começaram a se concentrar na relação entre nuvens e aquecimento global.
Desde o final dos anos 90, alguns sugeriram que, quando a alta atividade solar diminui os níveis de raios cósmicos, isso reduz a cobertura de nuvens e aquece o planeta. Outros dizem que não há evidência estatística para esse efeito. Alguns nefologistas acreditam que um aumento na temperatura global pode diminuir a espessura e o albedo (capacidade de brilhância em refletir a energia da luz), o que aumentaria ainda mais a temperatura global. Recentemente, foram realizadas pesquisas nas instalações do projeto CLOUD do CERN para estudar os efeitos do ciclo solar e dos raios cósmicos na formação das nuvens.